# Yinainir
Yinainir (en árabe: ينينير‎, romanizado: Yinēnīr)  es un pequeño pueblo o aldea agrícola y ganadera, situada en la cabecera del Wadi Arus,, al noreste de Emiratos Árabes Unidos (EAU), en las Montañas al Hayar, Emirato de Ras al Jaima.
El pueblo cuenta con una extensa zona con numerosas albarradas y bancales, sostenidos por muros de piedra seca, sin argamasa, que permiten retener el agua y la tierra, destinados a pastos y otros usos agrícolas; apriscos; ruinas de casas, chozas y cabañas de piedra; e incluso un antiguo cementerio.
Existen también varios aljibes y canales para conducir el agua procedente de la escorrentía, y algunas casas reconstruidas siguiendo el estilo tradicional, utilizadas habitualmente como segundas residencias. La aldea no dispone de luz eléctrica, ni accesos por carretera, pero en 2023 se reformó el camino de herradura que sigue el curso del Wadi Arus desde su desembocadura en el Wadi Shah o Wadi Shehah, facilitando mucho el acarreo de suministros y el acceso de sus habitantes.

## Geografía

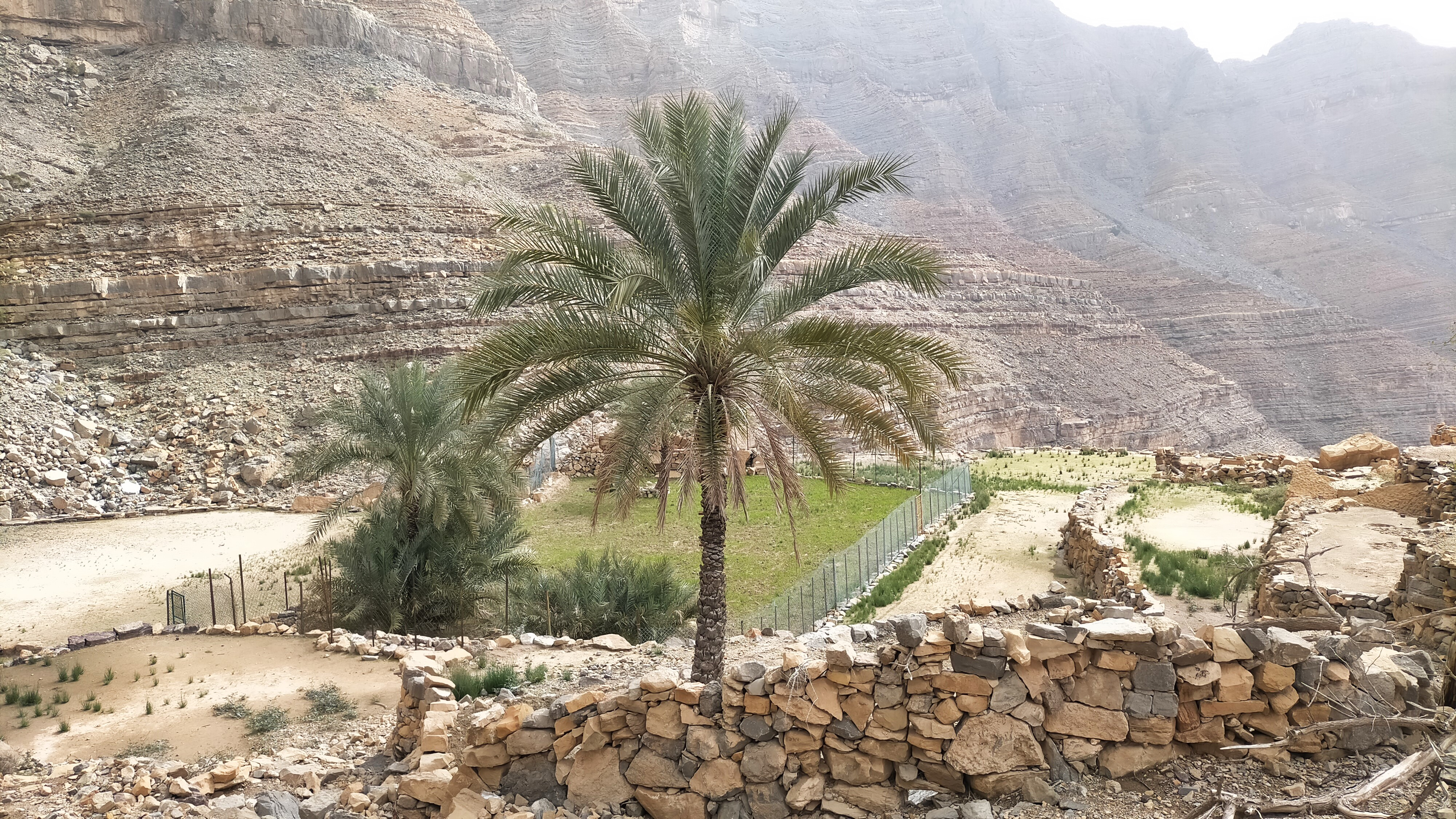
Yinainir - Wadi Arus - Palmeras y terrazas de cultivo al sur de la aldea

Yinainir está situado al oeste y casi al pie del gran acantilado que delimita geográficamente, en esa zona, la frontera entre los territorios de Emiratos Árabes Unidos y Omán, coronado por las cimas del Jabal Sal (1.575 m)  y del Jabal Yabānah (1.480 m).
Aproximadamente a 2 km al noroeste se encuentra la pequeña aldea de Musaibat, con la que se comunica a través de un camino de herradura que pasa por el Collado de Musaibat (Musaibat Col, 1.050 m.), que delimita la divisoria de aguas entre el Wadi Jib y el Wadi Arus, ambos afluentes del Wadi Shah o Wadi Shehah.

## Toponimia

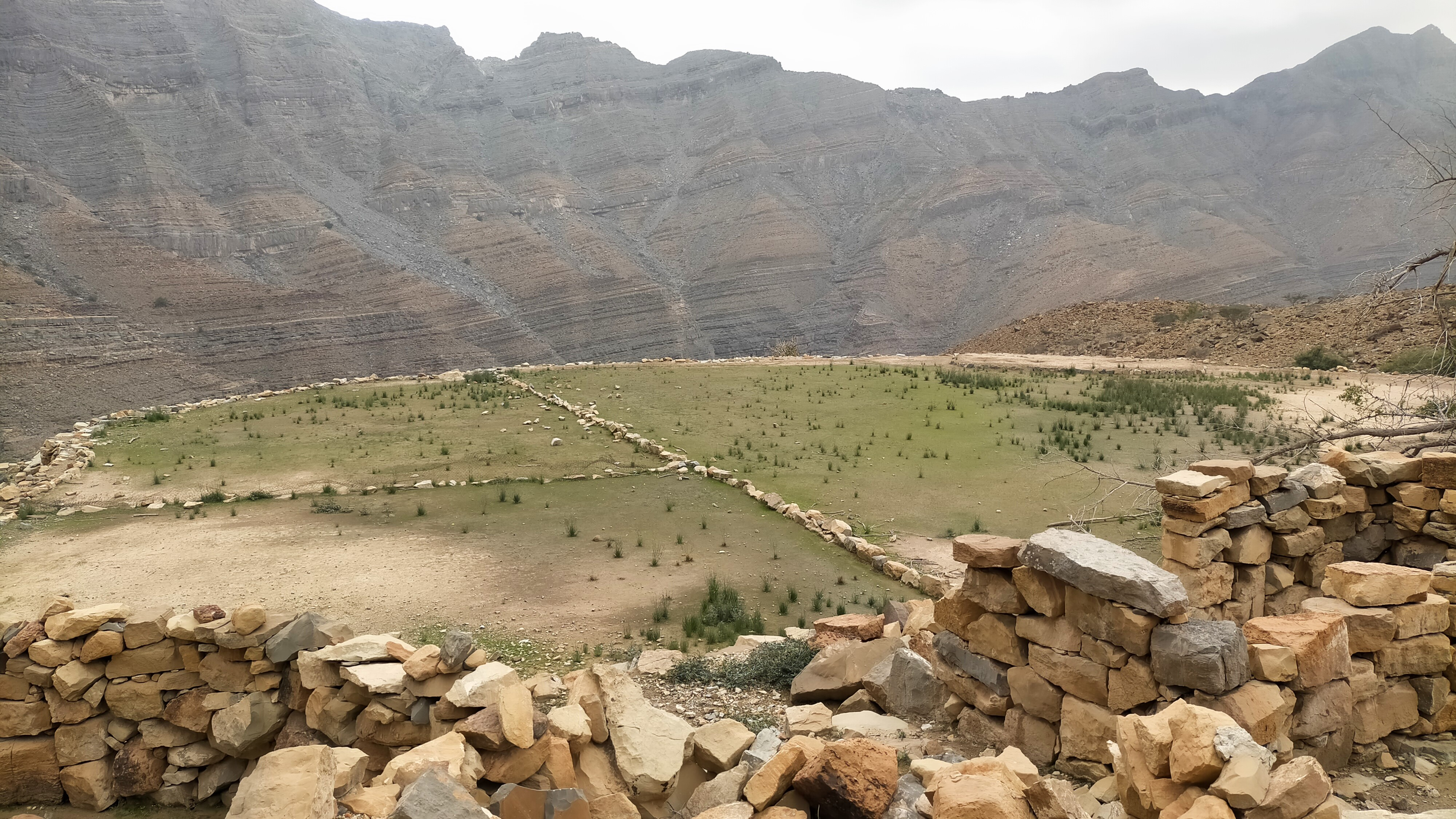
Yinainir - Extensos bancales o terrazas de cultivo

Nombres alternativos: Yinainir, Yinēnīr, ينينير 
El nombre de esta aldea quedó registrado en la documentación y mapas elaborados entre 1950 y 1960 por el arabista, cartógrafo, militar y diplomático británico Julian F. Walker, durante los trabajos efectuados para el establecimiento de fronteras entre los entonces denominados Estados de la Tregua, completados posteriormente por el Ministerio de Defensa del Reino Unido, en mapas a escala 1:100.000 publicados en 1971.
También figura, con la grafía Yinēnīr, en el Atlas Nacional de Emiratos Árabes Unidos.

## Población
En general, el área geográfica de Yinainir estuvo poblada históricamente por la tribu Bani Shatair (en árabe: بني شطير‎), una de las dos secciones principales de la tribu seminómada Shihuh, que ocupaba, entre otros territorios, la zona tribal de Bani Bakhit]] , aunque existen documentos que acreditan que, en particular, la aldea de Yinainir estuvo poblada por otra de las principales secciones Shihuh: la Bani Hadiyah (en árabe: بني هدية‎), zona tribal de Bani Idaid.

## Mapas y bibliografía
- FCO 18/1932 - 1958- Sketch map drawn by Julian Walker for boundary delimitation: Ras Al Khaimah - The National Archives, London, England
- FCO 18/1920 - 1962 - Boundaries of the Northern Trucial States: prepared and drawn from sketch maps and information supplied by Julian Walker; preliminary edition - The National Archives, London, England
- FCO 8/586 - 1967-1968 - Boundary between East Aden Protectorate and Muscat and Oman - The National Archives, London, England
- FCO 18/1863 - 1971 - Trucial States, Muscat and Oman - Rams - Map. Scale 1:100 000 - Published by D Survey, Ministry of Defence, United Kingdom (1971) - Edition 3-GSGS - The National Archives, London, England
- Heard-Bey, Frauke (2005). From Trucial States to United Arab Emirates : a society in transition. London: Motivate. ISBN 1860631673. OCLC 64689681.

- Datos: Q8053665
- Multimedia: Yinainir / Q8053665